# 1993年美國國會電子遊戲聽證會

初代《真人快打》（1992年）中的“必杀技 (真人快打)”。该招式暴力血腥，是美国参议院调查电子游戏欠缺分级制度的一大原因

1993年12月7日和1994年3月5日，美国参议院政府事务和司法联合委员会成员召开两场國會聽證會，就电子游戏暴力与儿童可见影响问题，要求任天堂、世嘉等电子游戏公司的代表出席作证。之所以召开听证会，是因为《午夜陷阱》、《真人快打》等游戏引发大众关注。除公众电子游戏中的暴力的擔憂，枪支暴力造成的道德恐慌、行業状况，以及世嘉和任天堂的激烈竞争也加剧了国会的担忧。
听证会由参议员乔·利伯曼和赫布·科尔主持，要求电子游戏公司对游戏中的逼真暴力畫面负责，并称如不自行整改，国会将采取行动規範行業。1994年7月，美国电子游戏业創建业界倡议团体互动数字软件协会（今娱乐软件协会）；随后娱乐软件分级委员会（ESRB）成立，负责北美销售电子游戏软件的内容分级。

## 背景
早在1970年代，就有批评称电子游戏暴力内容影响玩家心理。1982年，美国卫生局局长C·埃弗里特·库普称，电子游戏会影响年轻人身心健康，还可能令之成瘾。不过1990年代前，电子游戏主要目标市场是儿童，游戏厂商一般不会制作太暴力的画面。大多数电脑游戏软件并不由电脑店销售，而是走反斗城等玩具店，或上架西爾斯、沃尔玛等零售店。

### 产业状况
1993年，电子游戏业已走出1983年雅达利崩溃的阴霾，估值60亿美元。游戏机已经迈入16位元世代，画面分辨率更高。与此同时，电子游戏开始吸纳高年龄段玩家，游戏机和街机的成人内容逐渐丰富。
任天堂和世嘉是当时业界两大巨头。任天堂的红白机振兴了北美电子游戏业；1990年，美国游戏市场30亿美元，任天堂占据其中九成。1991年，后继机种超级任天堂发行。为避免重蹈雅达利的覆辙，任天堂会审查限制第三方开发作品，避免低品质游戏登陆主机。世嘉1989年在美国上市游戏机世嘉Genesis（北美版Mega Drive），但销量落后任天堂。在美国市场的激烈竞争中，世嘉大力宣传《刺猬索尼克》及其主角索尼克，抗衡任天堂的马力欧。世嘉的游戏阵容较弱，故采取了和任天堂相反的策略，欢迎第三方作品登陆自家主机。世嘉宣传口号更和任天堂针锋相对：“世嘉为任天堂所不为”（Sega does what Nintendon't）。1992年，世嘉拿下65%的美国游戏市场，取代了任天堂的统治地位。两家公司竞争激烈，是谓「主机大战」。这场战争在接下来十年一直持续，直至延第五世代游戏机。之后世嘉退出硬件市场，变成游戏开发和发行商，有时甚至还与任天堂合作。

### 现有评级系统
1994年之前，游戏业界有没有一个统一的内容分级体系。踏入1993年，美国商業改進局儿童广告审查部听闻政界将要审视电子游戏内容，向世嘉和任天堂两个董事会成员单位发函，希望设立内容分级体系，得到世嘉积极响应。其实早在1993年6月，世嘉就已经在内部成立了电子游戏分级委员会，安排独立教育界认识、心理学家、儿童发展专家及社会学家参与游戏评级。彼时的分级委员会给在世嘉Genesis平台发行的游戏分了三个等级：一般受众级（General Audiences）、MA-13级（适合13岁及以上人士游玩）及MA-17级（适合17岁及以上人士游玩）。这套系统于1993年6月正式推出，时间在《真人快打》登陆Genesis平台之后。世嘉这套系统能够释出外界对暴力游戏的疑虑。相比之下，任天堂没有评级体系，但会控制游戏磁带的生产流程，只允许适合合家欢的主机游戏出版。由于两家公司存在长期的敌对关系，任天堂拒绝了世嘉提出的评级方案。
当时业界的另一大难题是没有行业协会形成。虽然大部分游戏发行商隶属于软件发行商协会，但这个组织只代表实用性软件的利益，譬如文字处理软件、电子报表软件，而且协会不太重视娱乐软件成员。

### 真人快打
1991年2月卡普空发行街机游戏《街頭霸王II －世界勇士－》后，格斗游戏流派的标准由此创下，相关游戏成为摇钱树。尽管世嘉引诱多家第三方发行商解除与任天堂签订的独家发行协议，卡普空还是忠诚于任天堂，只把少数几款游戏交给世嘉发行，造成《街头霸王2》的家用机版只在超级任天堂发行，让超级任天堂当年在美国的销量超越Genesis。
此后许多格斗游戏都想复制《街头霸王2》的成功，但最为人熟知的只有1992年10月Midway發行的街机游戏《真人快打》。自1993年9月率先登陆家用机平台以来，《真人快打》一直饱受非议。作为一款格斗游戏，《真人快打》采用了前所未有的写实画风，游戏角色采用照片般逼真的精灵图，连招时会有喷血特效，另外还有斩首或用尖刺刺穿尸体的“必杀技”。尽管游戏广告写明仅限成年玩家，外界仍然觉得它面向儿童推出，引发父亲及其他相关团体批评游戏中的暴力内容。不过在那个时候，《真人快打》仅仅是一款街机游戏，如果要和其他街机游戏分离开，做起来也比较容易。当时赞誉娱乐买下了游戏家用机版本的发行权，其联合创办人兼首席执行官格雷格·菲施巴赫认为外界的批评声音反而给游戏打了广告，说“我们不需要那样的新闻或宣传”，承认业界需要在日后采取措施平息类似的问题。
有鉴于街机版大获成功，赞誉娱乐开始将《真人快打》带入多个家用级平台，其中世嘉和任天堂都希望将游戏引进各自的Genesis和超级任天堂平台。两家公司都承认游戏存在血腥暴力的问题，但采取的对策截然不同。为了继续实施占领市场的计划，世嘉保留了街机原版的大部分血腥内容。尽管Genesis版发行时删除了流血效果和必杀技，它们还是可以用街知巷闻的作弊码调出。由于游戏发货时没有血腥暴力的内容，世嘉给它贴上了MA-13 VRC的标签。另一方面，任天堂保持旗下游戏的合家欢面向，要求赞誉将红色的血液改成灰色的汗水、去掉必杀技、删掉游戏封面中的尖刺断头等元素。结果世嘉版的销量是任天堂版的五倍，两家公司的矛盾进一步拉大。

### 午夜陷阱
1992年，由Digital Pictures开发的《午夜陷阱》在世嘉Genesis外接的光驱世嘉CD上发行。游戏采用互动式电影模式，通过真人电影展现游戏场景，让玩家自由选择剧情走向，从中营造不同的分支路线。游戏剧情围绕一群庄园神秘失踪的少女（达娜·柏拉图扮演）展开，当中会出现以吸食年轻女性鲜血为生的吸血鬼型生物，以及一些带有性诱惑及暴力元素的内容。
游戏在全世界遭遇如潮差评，变相给它做了营销。之前美国民众的担忧也在英国出现，其中前世嘉欧洲开发总监迈克·布罗根（Mike Brogan）承认游戏大大打击了世嘉的正面形象，议会内部也开始出现质疑游戏不合时宜的声音。由于当时世嘉大力展现前卫形象，这件事情只会让这个形象进一步加深。然而后人回顾事件的时候，觉得当中的批评声音多半是被误导了。史蒂芬·L·肯特写道：“听完1993年听证会的记录，我很难相信里头的人真的有玩过《午夜陷阱》。有些人懒得承认《午夜陷阱》的目标不是杀死女性，而是从吸血鬼的手里拯救他们。玩家甚至不用杀死吸血鬼——他们直接被鲁布·戈德堡式的诱杀装置困住了。几乎所有人都说《午夜陷阱》有一个场景是有个穿着朴素泰迪熊装的女孩被吸血鬼抓住杀死了，但这个场景其实是向玩家证明她们迷了路，所以才有这么多吸血鬼进了家。”1UP.com的杰瑞米·帕里什（Jeremy Parish）表示：“无论是出于无知，还是因为故意混淆，游戏的目标被错误描述了，从而使游戏从平淡无奇的全动态影像冒险变成了腐化儿童的性妖怪。”

### 致命执法者
《致命执法者》是科乐美于1992年发行的光枪街机游戏。玩家扮演警察对罪犯进行暴力击倒，同时避免杀害平民、警察同事，或是被罪犯开枪击中。游戏采用照片般逼真的图像渲染，引发外界担忧。游戏于1993年末移植到世嘉平台，1994年初登陆超级任天堂，搭配手枪状塑料光线枪科乐美正义之枪发售。

### 枪支暴力引发道德恐慌

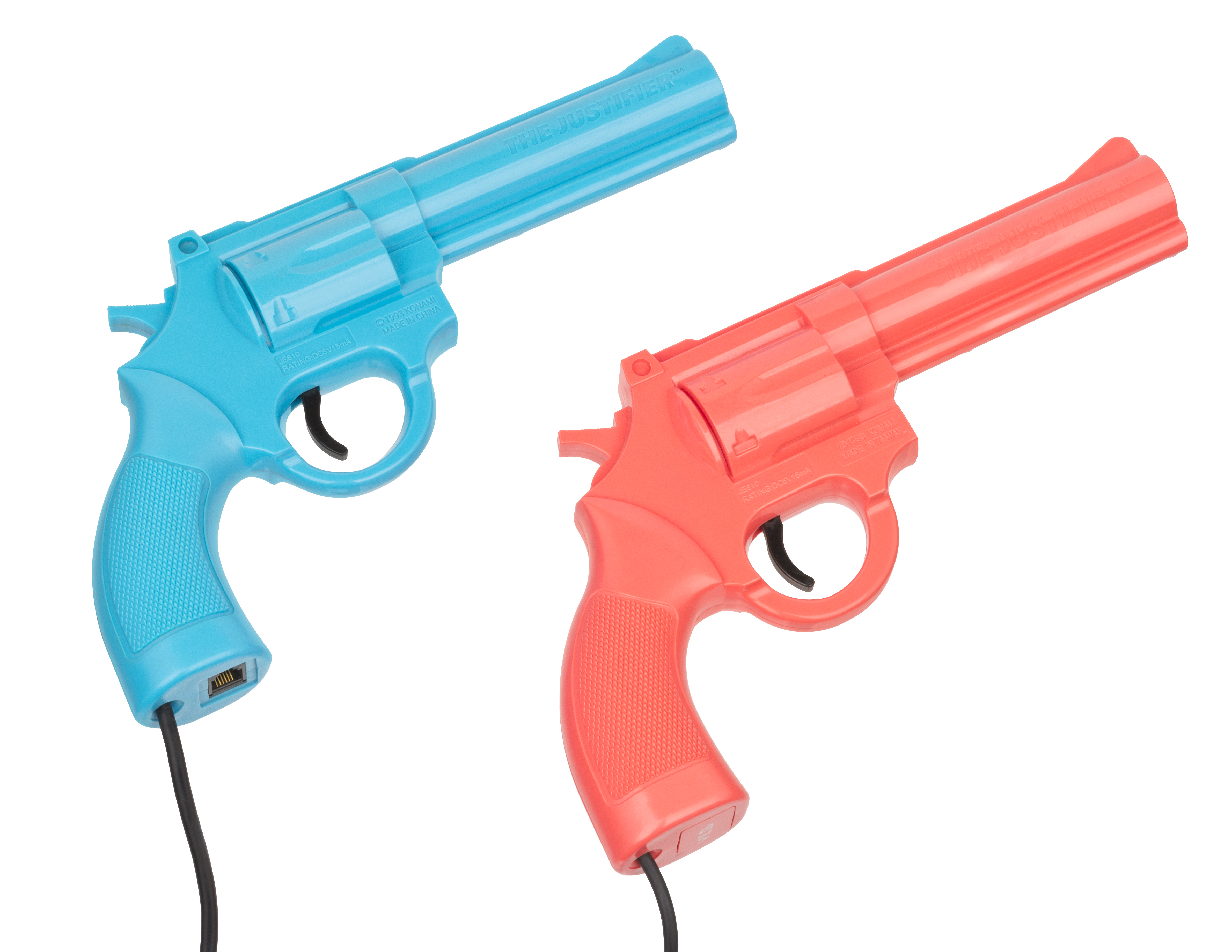
《致命執法者》家用遊戲機版本搭配的光線槍「科乐美正义之枪」，由於這些光線槍是根據現實中的左輪手槍仿製，因此引起了美國國會和司法部的關注。

听证会几个月前，枪支犯罪在美国引发小规模的道德恐慌，助推了外界对暴力游戏的担忧。美国司法统计局数据显示，1993年的枪支谋杀案创下1970年代以来的新高。国会和司法部都在寻求减少电视上的暴力内容。

### 国会的担忧

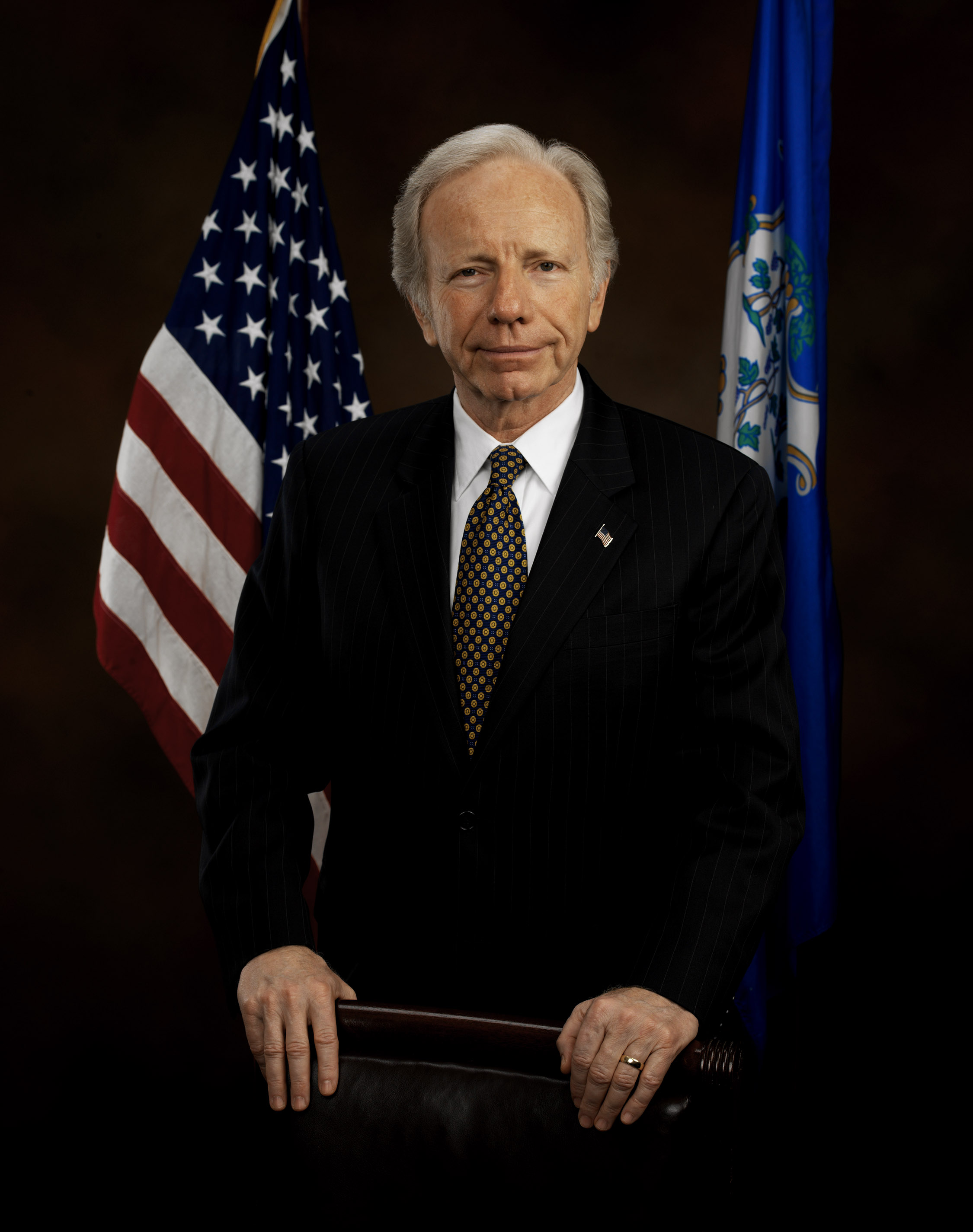
暴力游戏听证会的中心人物、参议员喬·李伯曼

1993年9月《真人快打》家用机版发行后，游戏中的暴力内容受到关注，其中美国参议员喬·李伯曼的前幕僚长比尔·安德森（Bill Andresen）应儿子要求购买《真人快打》的世嘉版。安德森对游戏暴力内容的数量感到震惊，遂就相关问题执行利伯曼。利伯曼同样对相关内容感到震惊，开始搜集更多信息 。利伯曼自称有听说过《午夜陷阱》，他自行评估了一番，发现里面的内容也有问题。
1993年12月1日，利伯曼与袋鼠队长扮演者鲍勃·基山等儿童权益倡导者举行新闻发布会，表示会在下周国会听证会，以此解决暴力游戏及内容评级缺失的问题。他计划通过立法引入评级机构，规范游戏产业行为。会上，利伯曼展示了《真人快打》、《午夜陷阱》及其他游戏的画面。经过调查，他发现游戏玩家的平均年龄为7到12岁，认为游戏出版商向儿童宣传暴力内容。他表示，《真人快打》目前的销量已经达到300万份，收益到年底时会突破1亿美元，证明了游戏业界贪婪无度，将暴力内容输送给儿童。至于《午夜陷阱》，利伯曼表示“也看到那个游戏，很经典。结尾处是一个穿着内衣的女性在浴室被袭击。我知道游戏创作者是想借这个镜头讽刺德古拉，但尽管如此，我还是认为它传递出错误的信息。”他认为，“家长如果知道游戏里面有什么内容，肯定不会给孩子买”，“我们谈论的是美化暴力、教导孩子享受施加暴力快感的电子游戏，而这种暴力是你能想象的最可怕的那种”。他透露自己会“禁绝所有暴力游戏”，即便会和美国宪法第一修正案产生冲突，否则就要着手处理内容分级系统，而分级系统在他看来不违反修正案。

## 听证会

### 第一次听证
首场听证会于1993年12月9日展开，美国参议院司法委员会与政府事务委员会联袂主持。由于参议院正值休会期，出席的参议员只有利伯曼、科尔和拜倫·多甘。
会议几个小时前，游戏产业的代表宣布成立行业标准性质的游戏内容分级系统，以此消除听证会带来的负面观感。声明在听证会期间多次被提到。
出席听证会的证人包括：
- 帕克·佩奇（Parker Page），儿童电视资源与教育中心（Children's Television Resource and Education Center）教授
- 尤金·F·普罗文佐（英语：Eugene F. Provenzo），迈阿密大学教授，著有当时才刚出版的《视频时代的儿童：了解任天堂》（Video Kids: Making Sense of Nintendo，1991年）
- 罗伯特·蔡斯（Robert Chase），全国教育协会
- 玛丽莲·德罗兹（Marilyn Droz），全国电视暴力联盟（National Coalition on Television Violence）
- 霍華德·林肯，任天堂美国副总裁
- 比尔·怀特（Bill White），世嘉美国副总裁
- 艾琳·罗森塔尔（Ilene Rosenthal），软件发行商协会（英语：Software Publishers Association）总法律顾问
- 道恩·威纳（Dawn Weiner），视频软件经销商协会（英语：Video Software Dealers Association）
- 克雷格·约翰逊（Craig Johnson），娱乐与音乐运营商协会（Amusement and Music Operators Association）前主席

听证会上半场主要由教育界与儿童心理学的专家发言。针对电子游戏暴力内容对儿童产生的影响，四位专家分享了他们的担忧与研究结果。蔡斯表示，电子游戏是主动的，不是被动的，所以它们给易受影响的儿童带来的后果远不止让他们对暴力内容脱敏。而游戏实际上是在奖励用能够想象的最可怕手段杀死对方的参与者，以此鼓励他们把暴力当成解决问题的第一手段。普罗文佐反复提到他在撰写《视频儿童》一书时的发现，表示最近的游戏已经带有“非常严重的暴力、性别歧视及种族歧视倾向”，觉得游戏产业在用《午夜陷阱》之类的游戏“鼓吹暴力”，所以评级系统势在必行。德罗兹认为儿童“需要活动，但不要把杀人当成乐子”。

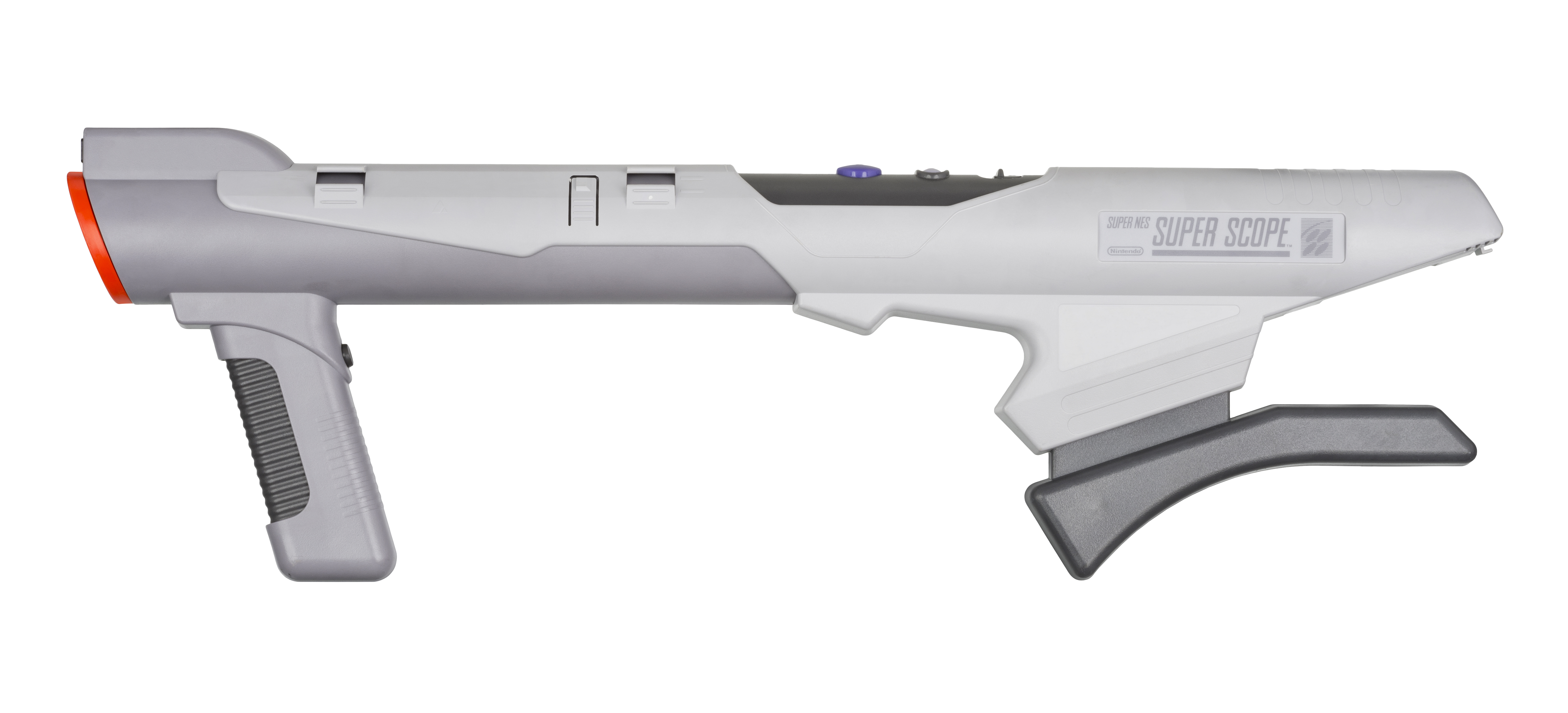
任天堂为超级任天堂平台推出的光线枪灭八方。枪的外型酷似巴祖卡火箭筒。

下半场主要由行业代表发言，当中世嘉和任天堂将他们战火烧到听证会上，互相指责对方才是背后的罪魁祸首。在证词中，任天堂代表林肯承认公司有出手删除《真人快打》的部分暴力内容，故部分观察人士发现利伯曼更为尊重林肯，而不是世嘉的怀特。而怀特的证词也提到了几个关键点，其中一个是游戏产业已将受众群体从年轻人转向成年人，故《午夜陷阱》是只面向成年人推出的产品。对此林肯持反对意见，他向怀特表示：“我可不能干坐着这里，看着你说游戏产业（的主要消费群体）已经从儿童转变成成年人。”怀特提到世嘉根据硬件保险卡及游戏销量得出的统计数据，显示目前电子游戏的消费群体为年长的人，而这样数据任天堂也有。之后林肯声称世嘉是在《午夜陷阱》发行之后才自行设立评级系统，在被消费者批评后才开始对游戏进行评级。对此，怀特展示了超级任天堂平台的暴力游戏录像，以此强调游戏评级的重要性，而这个评级系统是任天堂当时所缺乏的。
对于《致命执法者》，利伯曼批评科乐美执法枪的设计太像左轮手枪。转播这一幕的时候，C-SPAN特地给拿着玩具枪谈论其仿真特点的利伯曼来了个特写，引起外界批评。怀特反击说任天堂也在市场上推出了类似的光枪产品灭八方，形状像巴祖卡火箭筒。利伯曼认为执法枪和灭八方看起来都跟真正的武器一样，不应该在孩子们的手里。利伯曼也批评游戏公司进行营销的方式。他以世嘉的一个电视广告为例，当中一个学生年纪的儿童赢了同学几盘游戏，之后要求他们听从他的指挥。利伯曼还对世嘉的电子游戏评级委员会表示担忧，认为评级措施虽然很合理，但缺乏标准的标示方式，有时就直接印在卡带上，导致父母购买前无法查看。
科尔向游戏发行商发出警告：“如果你们不做点（内容评级）的事情，我们就要出手了。”这话指的是利伯曼正在起草的一项法案，该法案将让政府参与评级系统。会议临近结束，世嘉和任天堂表示会和Sears和玩具反斗城等零售商合作，共同创建自发性的内容评级系统，参照美国电影协会的电影分级制度评判游戏产品中的暴力或色情内容。首场听证会结束的时候，利伯曼决定在未来几个月召开第二场听证会，评估游戏业界为此做的工作。

### 1994年游戏评级法
1993年12月的听证会过后的1994年2月3日，参议员利伯曼、科尔和多甘共同发起了参议院第1823号提案《1994年电子游戏评级法》（Video Games Rating Act of 1994），同时众议院的汤姆·兰托斯推出了对等第3785号议案（H.R.3785）。法案若获得通过，互动娱乐评级委员会（Interactive Entertainment Rating Commission）会正式成立，五名小组成员由总统任命。委员会负责协调游戏业界开发评级系统，向潜在消费者传播与暴力及性暗示内容有关的信息。利伯曼表示，之所以提出法案，是想借此促使游戏产业自发创建评级系统，如果业界能就此达成共识，他不会再推动法案通过。

### 余波
听证会刺激了《午夜陷阱》的销量。Digital Pictures创办人汤姆·齐托（Tom Zito）表示：“你知道，听证会结束后的一个礼拜，《午夜陷阱》卖出了5万份”。1993年圣诞节前的两个礼拜，玩具连锁超市玩具反斗城和KB Toys应大量投诉下架了《午夜陷阱》。玩具反斗城副总裁迈克尔·戈德斯坦（Michael Goldstein）12月中表示这个决定是在几个礼拜前作出的，得到世嘉方面的同意和支持。1994年1月，世嘉向所有零售市场召回《午夜陷阱》，此时游戏已经售出了25万多份。世嘉营销副总裁比尔·怀特表示撤销《午夜陷阱》是因为它阻碍行业评级系统的建设性对话。世嘉表示会在行业性的评级系统成立后发行纯净版。

### 第二次听证
第二次听证会的发言人包括：
- 汤姆·兰托斯，国会议员
- 杰克·海斯坦德（Jack Heistand），艺电高級副总裁
- 玛丽·埃文（Mary Evan），Babbages门店运营副总裁
- 查克·科比（Chuck Kerby），沃尔玛区域商品经理
- 史蒂夫·洛尼斯堡（Steve Loenigsberg），美国游艺机协会（American Amusement Machine Association）
- R·A·格林（R.A. Green），游艺和音乐运营商协会（Amusements & Music Operator Association）

海斯坦德自称互动娱乐行业评级委员会的成员。作为刚成立的行业组织，互动娱乐行业评级委员会负责成立外界期待已久的评级系统。海斯坦德向联席委员会报告称，评级委员会成员包括艺电、世嘉、任天堂、雅达利、赞誉、菲利浦和3DO七家公司，他们占据了美国游戏软件市场约60%的份额，并且承诺会成立行业性的软件评级委员会。海斯坦德预计在1994年6月前就评级标准达成协议，同年11月（也就是圣诞购物季）开始对市场上的新游戏进行评级，而每年的新游戏大约在2500款。与此同时，委员会还会给已经上市的游戏进行评级。不过他也直言评级系统需要其他软件开发商加入，否则不可能落地实施。
利伯曼承认草拟中的评级游戏是帮助家长做决定的关键一步，但也警告称不会从议事日程中删掉他们的法案，除非系统正式落地。沃尔玛、玩具反斗城、Babbages等零售商同意仅上架获得评级的游戏，尽管他们还没决定好如何向儿童介绍游戏评级的问题。三位参议员对业界愿意制作的内容仍有担忧，其中科尔表示：“我把我对这个问题的真正看法告诉你们吧：暴力游戏贬低女性，危害我们的孩子，是垃圾......不过我们也要遵守、珍视阻止政府审查内容的宪法，所以我们会和评级系统共存。”利伯曼表示“游戏产业如果之前就很守规矩，我们也不至于走到今天这地步”。

## 各方反应

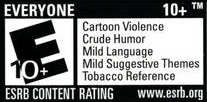
听证会结束后，娱乐软件分级委员会正式成立。图为分级委员会评级示例，其中列出了游戏内容标签及适用年龄。

1994年4月，在海斯坦德的牵头下，七家公司成立了互动数字软件协会（Interactive Digital Software Association），由赞誉的菲施巴赫担任首任首席执行官。协会的首要任务是成立之前承诺的评级系统。世嘉提出以自家的评级委员会为基础，惟任天堂及其他公司坚决不接受，说不能用竞争对手的东西。相反，各方同意以独立于零售商的娱乐软件分级委员会作为解决方案，由父母与教育家共同开发一套新的评级标准。娱乐软件分级委员会的评级系统参照了美国电影协会的分级制度，定义了五个适用年龄段，并且在年龄段旁边加入了描述游戏中内容的标签。
分级委员会于1994年7月在国会亮相，证明他们实现了利伯曼的目标。评级系统于1994年9月13日正式启用。2017年的采访中，利伯曼表示游戏业界成立的评级系统“真的就是我当时所想的——老实说，我真的很久没有操心过这方面的问题了，（他们做的）很优秀，比电影分级好得多”。分级委员会也承担了行业贸易协会的工作，向政府及其他团体宣传行业。后来数字软件协会更名为娱乐软件协会，每年负责举办行业的主要展会电子娱乐展（也就是E3大展）。
有份成立评级系统的3DO公司同时设立了自家的3DO评级系统（3DO Rating System），为旗下3DO平台的游戏进行评级。3DO系统虽然和ESRB系统一样属自愿性质，但允许发行商自行选择评级，这就造成3DO平台的发行商就使用ESRB系统或是3DO系统的问题产生分歧。最终3DO公司于1996年前后退出硬件事件，3DO评级系统随即作废。
另一方面，代表PC平台游戏开发商的软件发行商协会（现软件与信息产业协会）、共享软件专业人员协会及其他组织认为ESRB系统主要根据年龄来进行评级，不一定能起作用。他们希望提醒家长游戏中会出现哪些内容。后来这些团体于1994年创立娱乐软件顾问委员会（RSAC），从暴力、性内容、语言三方面评级游戏，每个方面设五个评级。次年，RSAC针对互联网内容推出“RSACi”评级机制。1999年，RSAC和RSACi合并为互联网内容分级协会，专门为互联网内容进行评级。当时软件开发商一致采用ESRB系统为游戏评级。

## 后续
听证会结束后，参议员利伯曼继续监督游戏产业，以此展现自己对娱乐行业产出的暴力内容的立场。1997年，利伯曼表示自己之所以在1993年开听证会，是想推动评级系统实施，对游戏产业在产品中加入的暴力内容进行规范。不过，他认为评级系统并不能阻止游戏制造商在游戏中加入一些非常暴力的内容。
1994年1月，《真人快打II》最终版发布，家用机版同年晚些时候发布。游戏较原版有所改动，其中“必杀技”改成了“友谊技”（Friendships），玩家释放机制上类似于必杀技的招式就能触发；而在这种情况下，获胜的一方会释放友善信号，譬如给对手一个虚拟的礼物。《真人快打》联合发明人约翰·托拜亚斯（John Tobias）表示友谊技是因应听证会加入的。游戏家用机版本发行的时候，ESRB正式成立，任天堂不再把游戏中的暴力行为当成问题，进而允许游戏原封不动登陆超级任天堂平台。结果当年超级任天堂版的销量超越世嘉Genesis版。
1993年12月10日，也就是首场听证会的第二天，Id Software推出第一人称射击游戏《毁灭战士》。在游戏中，玩家需要对抗地狱般的生物，并伴有一些暴力图像。在听证会之外，家长及其他组织也对这款游戏的暴力问题表示担忧。尽管整场听证会没有提到《毁灭战士》，游戏还是在1999年的科伦拜校园事件过后再度被提及。据记载，科伦拜校园事件的嫌犯就是参照《毁灭战士》计划袭击行动，因此《毁灭战士》和《真人快打》、《午夜陷阱》、《致命执法者》一道被列为早期媒体强调暴力游戏的例子。
听证会举行的时候，游戏还没有被列入美国宪法第一修正案的保护范畴，尽管利伯曼等人担心直接审查游戏会违反第一修正案，因而改用评级处理。ESRB成立之后，联邦层面和州层面的立法者开始用ESRB评级限制游戏销售，以暴力程度为主要考虑因素。2011年，美国最高法院对标志性的布朗訴娛樂商業協會案作出裁决，判定电子游戏属于艺术表现形式，受第一修正案保护。裁决认为尽管各州可以通过禁止向未成年人销售“淫秽”游戏的法律，但暴力内容不符合米勒测试所规定的淫秽内容。
在第一场听证会中，霍华德·林肯郑重声明《午夜陷阱》“永远不会登陆任天堂平台”。结果到了2018年，《午夜陷阱》25周年重制版在任天堂Switch及其他平台发行，林肯当年的话被开玩笑地再次提及。

## 外部連結
- ESRB官方問題集 （页面存档备份，存于） （英文）